# مجمع المتحف الوطني للثقافة والفنون
مجمع المتحف الوطني للثقافة والفنون (بالإنجليزية: Mystetskyi Arsenal National Art and Culture Museum Complex)، المعروف أيضًا باسم "آرسنال ميستيتسكي" أي "ترسانة الفن" (بالأوكرانية: Мистецький арсенал، بالإنجليزية: Mystetskyi Arsenal، بالفارسية: مجموعه موزه هنر و فرهنگ ملی میستسکی آرسنال) هي المؤسسة الثقافية العامة الرائدة في أوكرانيا، وهي عبارة عن متحف ومجمع معارض فنية يقع في شارع لافرسكا رقم 10-12، في كييف، أوكرانيا.
في 2018، زار المجمع 173,550 زائرًا؛ حيث استضاف المجمع في العام نفسه 6 معارض ومهرجانين و299 جولة إرشادية و52 مشروعًا تعليميًا و13 عرضًا مسرحيًا ضخمًا. يستضيف المكان أيضًا أكبر معرض سنوي للكتاب في أوكرانيا، والذي يحضره 50 ألف زائر.

## التاريخ
تم إنشاء "ترسانة ميستيتسكي" بمبادرة من رئيس أوكرانيا فيكتور يوشتشينكو بموجب أمر حكومة أوكرانيا رقم 49 بتاريخ 3 مارس 2005.
في 2010، تم منح المجمع بأكمله وضع النصب التذكاري الوطني، وتستمر أعمال الصيانة؛ بينما تظل المنشأة مفتوحة للجمهور.
في مواجهة خطر فقدان أو تدمير المجموعات خلال الغزو الروسي لأوكرانيا، صرحت مديرة المتحف: "عندما بدأت الحرب، كانت لدينا تعليمات حول كيفية التصرف في هذا الموقف. وضعنا خططنا الأمنية ونتصرف وفقًا لها. المتحف مغلق وتحت الحراسة."